# Rosa Errera
Rosa Errera (Venezia, 13 luglio 1864 – Milano, 13 febbraio 1946) è stata una scrittrice italiana.

## Biografia
Nacque da Cesare Errera, ebreo di origine spagnola, e da Luigia Fano, proveniente da Mantova. Suo padre era un agente di cambio che trasferì la famiglia da Venezia a Trieste dopo una grave crisi finanziaria. Dopo la sua morte, il resto della famiglia tornò a Venezia stabilendosi nella casa di uno zio paterno che, nonostante avesse cinque figli, accolse Rosa e i suoi tre fratelli, Emilia (1866-1901), Carlo (1867-1936), e Anna Errera (1870-1940).
Dopo aver completato gli studi liceali a Venezia, Errera si stabilì a Firenze, dove frequentò l'Istituto Superiore di Magistero sotto la guida di Enrico Nencioni, che vi aveva insegnato letteratura italiana dal 1884 e che era molto apprezzato come interprete degli autori di lingua inglese.

### L'insegnamento
Dal 1884 al 1889 Errera insegnò lettere italiane nelle scuole secondarie di primo grado di Firenze. Successivamente vinse un concorso per l'insegnamento nelle scuole superiori e si trasferì a Milano, dove dal 1892 poté frequentare la normale scuola Gaetana Agnesi. Nei due anni successivi i suoi scritti apparvero su Il Piccolo Italiano, settimanale milanese diretto da Aurelio Stoppoloni che si proponeva di "educare i bambini deliziandoli", esortandoli inoltre a vivere l'"italianità". Nel frattempo, mentre ancora insegnava, iniziò a dedicarsi alla scrittura per bambini e ragazzi con particolare attenzione agli ideali di patria, famiglia e umanità, che allora stavano ricevendo una crescente attenzione in Italia. Avrebbe continuato a insegnare fino al 1912 circa.

### Carriera da scrittrice
Nel 1891 pubblicò i suoi primi libri. Molte erano antologie curate per gli studenti delle scuole medie e superiori, e alcune erano letture per gli studenti delle elementari, tra cui La famiglia Villanti (Milano 1896). Secondo Paesano, le sue opere di fantasia furono scritte per sostituire "gli incantesimi della fiaba con il realismo degli affetti familiari e delle cure domestiche".

I suoi obiettivi educativi assunsero nuove forme nei suoi scritti. A volte scriveva una storia accattivante, intendendola solo come un pretesto per dare una lezione, fornendo utili consigli sullo stile di vita o incoraggiando a seguire un buon comportamento. In questo modo le sue opere riuscirono a raggiungere i figli della borghesia a cui inevitabilmente queste storie erano rivolte. Secondo Paesano, 
()

### Il ritiro dall'insegnamento
Intorno al 1912, una grave malattia nervosa costrinse Errera a ridurre l'intensità del suo lavoro. Si ritirò dall'insegnamento nel 1917 e si trasferì in una villetta alla periferia Milano, immersa nel verde. Lì la sua salute migliorò e riprese a scrivere, spesso ancora rivolgendosi ai giovani lettori. Nel 1919 vinse un premio offerto dalla casa editrice Treves di Milano, che cercava un "libro dell'italianità", grazie al suo libro Noi, edito da Treves nel 1920. L'opera tratta un incontro di noti personaggi storici e artistici (S. Francesco, Dante, Cristoforo Colombo, Leonardo da Vinci e Mazzini), i quali discutono dell'identità nazionale italiana rivelando forti sentimenti patriottici.
Nel 1921 completò la sua opera Dante, pubblicata a Firenze in occasione del 600º anniversario della morte del poeta. La sua popolare biografia su Daniele Manin (Manin, 1923) racconta la storia patriottica del presidente della Repubblica di Venezia, nonché patriota che guidò la disperata resistenza della città contro gli occupanti austriaci.

### Gli anni del Fascismo
Con l'avvento del fascismo Errera iniziò a vivere in difficoltà per via delle sue origini ebraiche. Quando si rifiutò di rendere omaggio nei suoi libri al nuovo regime fascista, migliaia di sue opere a stampa furono distrutte, "mandate in poltiglia, mai più ristampate". Per guadagnarsi da vivere lavorò come traduttrice e diresse "una serie di classici italiani e stranieri insieme a Maria Mariani".
Con la promulgazione delle leggi razziali fasciste del 1938 le fu improvvisamente proibito di vendere i suoi libri o di recarsi in biblioteca. Achille Norsa ricorda che, di conseguenza, la sua casa fu frequentata da studiosi tra cui Angiolo Orvieto, Silvio Spaventa Filippi, Clemente Rebora e Giuseppe Antonio Borgese, che definirono la sua residenza un "tempio della libertà" per la "ferma opposizione al fascismo".
Durante la seconda guerra mondiale si nascose presso l'amica e talvolta coautrice Teresa Trento. Morì a Milano il 13 febbraio 1946 all'età di 81 anni.